# Lucien Dodge
Lucien Dodge (nacido el 24 de junio de 1984) es un actor de doblaje estadounidense que trabaja en animación, anime y videojuegos. Es principalmente conocido por sus personajes de anime como Waver Velvet en Fate / Zero, Maron y Chilli en Pokémon, K1-B0 en Danganronpa V3: Killing Harmony, Takumu Mayuzumi en Accel World, el personaje principal del videojuego Dust: An Elysian Tail, Mahito en Jujutsu Kaisen, Metphies en Godzilla: Planet of the Monsters, Godzilla: City on the Edge of Battle y Godzilla: The Planet Eater, y Akaza enDemon Slayer. También ha leído audiolibros para Live Oak Media. Dodge ha aparecido en paneles de actuación de voz en T-Mode, Otakon y NohCon, ha sido maestra invitada especial en NYU y ha aparecido en el National Audio Theatre Festival durante seis años consecutivos. Vive en Los Ángeles, California, en un apartamento con su pareja, Erica Mendez. Han estado juntos durante unos diez años a partir de 2020. Se le ha escuchado en comerciales promocionando productos como Pop Tarts, Minute Maid, Verizon Wireless, Kellogg's y Chevrolet.

## Filmografía

### Anime
- Accel World – Takumu Mayuzumi (Cyan Pile)
- Aggretsuko – Additional Voices
- Ajin: Demi-Human – Masumi Okuyama
- Aldnoah.Zero – Yutaro Tsumugi
- The Asterisk War - Shuma Sakon
- B-Daman CrossFire – Takakura
- Bleach – Yukio Hans Vorarlberna
- Blood Lad – Akim Papradon
- Boruto: Naruto Next Generations – Sekiei
- Carole & Tuesday – Spencer[1]
- Cells at Work! – Neutrophil U-2626[2]
- Charlotte - Jojiro Takajo[3]
- Demon Slayer: Kimetsu no Yaiba - Akaza[4]
- Fate/stay night: Unlimited Blade Works – Lord El-Melloi II (Ep. 25)
- Fate/Zero – Waver Velvet
- God Eater - Kota Fujiki
- Gosick – Ambrose
- Glitter Force - Jared, Cop
- Hi Score Girl – Kotaro Miyao, Koharu's Father, Guile
- Hunter × Hunter 2011 series – Katzo (Ep. 1),[5] Man A (ep2), Matthew (ep2), Imori,[6] Sedokan[7]
- ID-0 - Elder Urakuo Hakubi, Commander[8]
- JoJo's Bizarre Adventure: Diamond Is Unbreakable - Toshikazu Hazamada
- Jujutsu Kaisen - Mahito
- K – Adolf K. Weismann (Silver King), Tatara Totsuka, Masaomi Dewa
- Kill la Kill – Jiro Suzaku (Ep. 14), Kenta Sakuramiya (Ep. 14), Additional Voices[9]
- Kuroko's Basketball - Kōichi Kawahara
- Inazuma Eleven Ares - Heath Moore, Valentin Eisner
- Little Witch Academia - Andrew Hanbridge
- Magi: The Labyrinth of Magic – Ja'far
- Mobile Suit Gundam: Iron-Blooded Orphans - Norba Shino[10]
- Mobile Suit Gundam SEED - Sai Argyle (NYAV Post dub)[11]
- Mobile Suit Gundam: The Origin - Amuro Ray
- Naruto Shippuden – Additional Voices
- Pokémon – Chili, Maron, Thomas
- Pokémon Origins – Blue
- Sailor Moon – Zoisite, Motoki Furuhata (Viz dub)[12]
- Sailor Moon Crystal – Zoisite, Motoki Furuhata[13]
- The Seven Deadly Sins – Simon
- Sword Art Online – Keita (Ep. 3)
- Tiger & Bunny – Isaac, Kotetsu T. Kaburagi (Young), Additional Voices

### Animación
- The Backwater Gospel – Minister, Fearful Townsperson
- Hanazuki: Full of Treasures - Junior
- Screechers Wild - Xander
- Speed of Magic – Nello
- Stitch & Ai – Qian Dahu, Wendy Pleakley
- Surface – Nathaniel Jenson
- Tree Fu Tom – Tom (American version)
- True Tail: School of Heroes – Caleb the cat
- XIN – Kiz
- YooHoo to the Rescue – Roodee

### Películas
- Batman Unlimited: Mechs vs. Mutants – Damian Wayne/Robin[14]
- Demon Slayer: Kimetsu no Yaiba the Movie: Mugen Train – Akaza
- Naruto Shippuden the Movie: The Lost Tower – Sarai
- Godzilla: Planet of the Monsters – Metphies
- Godzilla: City on the Edge of Battle - Metphies
- Godzilla: The Planet Eater - Metphies

### Videojuegos
- Aquaria – The Creator
- Backstage Pass – Lloyd Newton
- Bravely Default – Victor S. Court
- Cookie Run: Kingdom - Clover Cookie
- Dance Central 2 – Kerith
- Dance Central 3 – Kerith
- Danganronpa: Trigger Happy Havoc – Hifumi Yamada
- Danganronpa V3: Killing Harmony – K1-B0
- Diablo III: Reaper of Souls – Monster Voice Effects[15]
- Dies Irae: Phantatiom Elements – Claude Alexandros Belthasar III
- Disney Infinity – Additional voices[16]
- Dust: An Elysian Tail – Dust, Jin, Cassius
- Dynasty Warriors 8 – Li Dian
- Fallout 76: Wastelanders – Aries, AshTrey, Registration Guard, Roper[17]
- Fire Emblem Echoes: Shadows of Valentia - Leon[18]
- Fire Emblem Heroes - Leon[18]
- Fire Emblem: Three Houses - Felix[19]
- Food Fantasy - Zongzi, Raindrop Cake, Cassata, Popcorn
- Guilty Gear Xrd – Sin Kiske
- Heileen 2: The Hands of Fate – Black, Morgan, Otto
- Heroes of Newerth – Cupid, Grinex the Riftstalker, Tetra
- Inazuma Eleven – Jude Sharp, Steve Grim, Sam Kincaid, Byron Love
- League of Legends – Mega Gnar
- Mad Max – Buzzard, Additional voices[20]
- MapleStory – Male Xenon[21]
- MapleStory 2 – Male Wizard
- Monster Hunter Rise - Hojo[18]
- Octopath Traveler - Additional voices[22]
- Pac-Man and the Ghostly Adventures – Blinky, Skeebo[23]
- Paladins – Pip, Lex (L-Exo Suit Skin)
- Ragnarok Online 2 – Various
- Re:Zero − Starting Life in Another World: The Prophecy of the Throne - Rachins[24]
- Sequence – Caleb
- Skylanders: Giants – Stadium voices
- Skylanders: Swap Force – Stadium voices
- Story of Seasons: Pioneers of Olive Town - Additional voices[25]
- SMITE – Sylvanus (Dr. Vanus skin)
- Soulcalibur VI - Additional voices[26]
- The Legend of Heroes: Trails of Cold Steel – Elliot Craig[18]
- The Legend of Heroes: Trails of Cold Steel II – Elliot Craig[18]
- The Legend of Heroes: Trails of Cold Steel III  – Elliot Craig[18]
- The Legend of Heroes: Trails of Cold Steel IV - Elliot Craig[18]
- Valkyria Chronicles IV - Forseti[18]
- World of Warcraft: Warlords of Draenor – Young Durotan, Additional voices[27]

### Doblaje de acción en vivo
- Violetta – Tomas, Napoleon (singing voice) (English dub)